# برايان كلارك (أستاذ جامعي)
السير برايان كلارك (بالإنجليزية: Brian Clarke) هو رسام بريطاني، ولد في 2 يوليو 1953 في أولدهام في المملكة المتحدة.

## وصلات خارجية
- برايان كلارك على موقع IMDb (الإنجليزية)
- برايان كلارك على موقع ميوزك برينز (الإنجليزية)
- برايان كلارك على موقع ديسكوغز (الإنجليزية)
- برايان كلارك على موقع قاعدة بيانات الفيلم (الإنجليزية)